# Microcentrum veraguae
Microcentrum veraguae är en insektsart som beskrevs av Morgan Hebard 1933. Microcentrum veraguae ingår i släktet Microcentrum och familjen vårtbitare. Inga underarter finns listade i Catalogue of Life.